# Nahegau (Grafschaft)

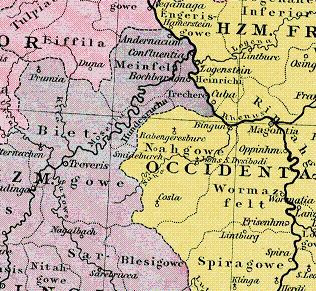
Der Nahegau („Nahgowe“) neben dem Hundesrucha um 1000

Der Nahegau war im Mittelalter eine Grafschaft, die den Einzugsbereich der Nahe und weite Teile des heutigen Rheinhessens umfasste, nachdem es gelungen war, den engeren Bereich, der nicht bis an den Rhein reichte, im 10. Jahrhundert zu Lasten des Wormsgaus zu erweitern: Erwerbungen waren unter anderem Ingelheim 937, Spiesheim 960, Saulheim 973 und Flonheim 996, bis nach Abschluss der Ausdehnung die Selz die Südgrenze und die Grenze zum Wormsgau darstellte.
Der Nahegau zählte zu den zentralen Besitzungen der Salier, denen ab der Mitte des 11. Jahrhunderts die Emichonen folgten. Die Familie der Emichonen teilte sich später in die Grafen von Veldenz, die Wild- und die Raugrafen auf. Vermutlich stammen auch die Grafen von Leiningen von den Emichonen ab.
Grafen im Nahegau waren:
1. Werner († wohl 920) Graf im Nahegau, Speyergau und Wormsgau um 890/910, ⚭ NN aus dem Haus der Konradiner
2. Konrad der Rote († 955), dessen Sohn, Graf im Nahegau, Speyergau, Wormsgau und Niddagau, Graf in Franken, Herzog von Lothringen, ⚭ um 947 Liutgard von Sachsen (* 931, † 953) Tochter des Königs Otto I. (Liudolfinger)
3. Otto „von Worms“ († 1004), dessen Sohn, Graf im Nahegau, Speyergau, Wormsgau, Elsenzgau, Kraichgau, Enzgau, Pfinzgau und Ufgau, Herzog von Kärnten
4. Konrad II. der Jüngere (* wohl 1003, † 1039) dessen Enkel, Graf im Nahegau, Speyergau und Wormsgau, Herzog von Kärnten 1036–1039
5. Emicho VI. (1076–1123 oder nach anderer Angabe 1086–1113), auch bekannt als Emicho der Kreuzfahrer. Er war Graf von Kyrburg, Schmidburg und Flonheim. Sein erster Sohn war Wildgraf Emicho I. (1103–1135), ein anderer Sohn war der erste Graf von Veldenz (1112–1146) Gerlach I.